# والتر رايت (ملاكم)
والتر رايت (بالإنجليزية: Walter Wright)‏ مواليد 20 فبراير 1981 في سياتل، هو ملاكم أمريكي يصنف ضمن فئة الوزن المتوسط.

## إحصائيات
خاض خلال مسيرته 18 نزالا، فاز في 14 ولم يتعادل وخسر في 4. فاز بالضربة القاضية في 7 نزالا.

## روابط خارجية
- والتر رايت على موقع بوكس ريك (الإنجليزية) (registration required)